# 鹿内宏明
鹿内 宏明（しかない ひろあき、1945年5月26日 - ）は、日本の実業家、投資家。
フジサンケイグループ初代議長を務めた鹿内信隆の娘婿で養子。フジサンケイグループ会議議長代理、フジサンケイグループ会議第3代議長、フジテレビジョン会長、産経新聞社会長、ニッポン放送会長を歴任した。現在は株式会社鹿内事務所代表取締役。

## 来歴・人物
東京都出身。父は医師で親族にも医師の多い家系に生まれる。
東京教育大学附属高等学校（現：筑波大学附属高等学校）を卒業し、東京大学に入学。3年の時に小田実が著した『何でも見てやろう』に触発され、ボート部の先輩ら3人とジープを仕立てて、南米大陸を廻る旅に出た。
東京大学法学部第3類（政治コース）卒業後の1968年に日本興業銀行（現：みずほ銀行）に入行。大蔵省の経済理論研修に派遣されるなど入行当初から将来を嘱望されていた。入行3年目には人事部に異動。その際に興銀マンは自分の退職を機に息子を入行させたいと思う行員が多く、一定数を認めるのが不文律となっていたが、宏明はそれを人事を停滞させる悪弊と断じ、人事部長にそうした慣習はやめるべきだと進言した。1976年には興銀の海外子会社IBJインターナショナルの立ち上げに携わり、スペインの政府系公社への大規模融資シンジケーション主幹事の地位を獲得した初の日本人として注目を集めた。この間、1972年11月に鹿内信隆の次女・厚子と結婚。この時は厚子が佐藤家に嫁ぐ形だったため、「佐藤厚子」に改名していた。
厚子は母・英子の気性の激しさや兄・春雄、姉・寛子の派手な言動に挟まれて育ったため、早くから控えめにふるまうことを習いとした。また家族内で絶え間なく繰り返される衝突や葛藤に接してきたため、結婚後は家族への愛情を残しつつ、実家とは距離を置いたという。
1988年、フジサンケイグループ会議議長を務めていた春雄が急逝する。グループ会議議長とグループ基幹3社（フジテレビジョン、産経新聞社、ニッポン放送）の会長に復帰した信隆は、鹿内家によるオーナー体制の維持を目的に、娘婿・佐藤宏明にグループ入りを要請する。母の性格を知る厚子は、夫・宏明のグループ入りに反対し、父・信隆に「やめてほしい」と再三懇請するが、信隆は「死んでも守るから」と答えを翻さなかった。鹿内信隆・英子夫妻との養子縁組を結んだ「鹿内宏明」は興銀を退社し、フジサンケイグループ議長代行とグループ基幹3社の代表取締役会長代行に就任した。同時に厚子も鹿内家に復籍して再改姓する形となった。フジサンケイ入りにあたって、興銀の中村金夫頭取や池浦喜三郎会長は手勢を連れず巨大メディアの舵取りは無謀だとして、スタッフを5人でも10人でも連れて行くよう勧めた。だが、興銀からスタッフを引き連れて乗り込んできたという印象を避けたかったこと、グループの後継者不在という危殆にあたって、望まれ、請われて行くのだとして、単身でのグループ入りを決断した。
1989年12月、フジサンケイグループ会議の議長、グループ基幹3社（フジテレビジョン、産経新聞社、ニッポン放送）の代表取締役会長に昇任する。翌1990年10月に信隆が死去する。春雄・信隆を相次いで失ったため、グループ内における鹿内家の求心力は低下した。1991年2月にはグループの結束力強化を目的として最高意思決定機関「株式会社フジサンケイコーポレーション」を発足させ、自ら代表取締役会長兼社長に就任し、グループ基幹3社の社長を役員に据えた。
在任中、フジテレビのお台場移転計画の決裁を除き、何ら実績をあげることはできなかった。肝いりで開始した平日朝の報道・情報番組『FNN朝駆け第一報!』『FNN World Uplink』は、いずれも当時の首位番組である『ズームイン!!朝!』（日本テレビ）に敗れ、1～2年での打ち切りに終わる。これらはフジテレビが日テレに視聴率三冠王（1994年から2003年まで）の地位を明け渡すきっかけとなった。なお、宏明追放 (後述) から2年後の1994年に開始した『めざましテレビ』は、『ズームイン!!朝!』と後継の『ズームイン!!SUPER』（日本テレビ）を終了に追いこむなど、現在も続く人気番組となっている。
自身の権力を必要以上に誇示することはなかったが、一部で「宏明が出社すると社の他のエレベーターが全て停止する」「役員全員が正門で出迎える」「お台場の球体展望台に社長室を置くつもりだった」といった内容の怪文書や噂話が飛び交った。報告する側近の心配を意に介さず敢えて火消しにかからなかったことが、後の解任動議（クーデター）を許す一因となった。
1992年7月21日、産経新聞社取締役会にて突然会長職を解任された。翌7月22日、河田町のフジテレビ第5スタジオで記者会見を開き、フジサンケイグループ会議議長、フジテレビとニッポン放送の会長職を辞任すると自ら発表した。会見を終えた宏明はホテルオークラに戻り、わずかに残った2人の側近と共に食事に出た。そして、解任劇を振り返り、「日枝（日枝久）は僕の前では従順そうにふるまっていたが、彼が首謀者だったんだな。…… 参ったな」と呟いたとされる。任期満了をもって非常勤取締役を退任し、フジテレビへの吸収合併により株式会社フジサンケイグループ本社は解散、長らくの鹿内家による経営は終焉を迎えた。
その後はニッポン放送の筆頭株主として経営陣への返り咲きを画策するが、いずれも失敗に終わる。1996年12月2日にニッポン放送は東京証券取引所第二部へ上場、これにより鹿内家の持分比率は低下した。
ロンドンに生活の拠点を移し、2005年1月に2,970株を除く計262万5,000株（発行済株式の約8%）を大和証券エスエムビーシー（大和証券キャピタル・マーケッツへの商号変更を経て、2012年4月1日付で大和証券が吸収合併）に売却した。これによりグループとの関係が一切なくなった。
現在、鹿内宏明・厚子夫妻と鹿内財団はオックスフォード大学付属アシュモレアン美術・考古学博物館の日本コレクションを積極的に支援している。2009年には茶室「にんげん堂」（数寄屋建築の名匠・甘粕栄一郎氏、日本の建築家・菰田勲氏の合作）を寄付している。同年設立されたロンドン在住の東京大学卒業生有志による同窓会「英国赤門学友会」では、設立発起人を務めた。